# Будимир (ім'я)
Будимир — стародавнє слов'янське та українське чоловіче ім'я.
Походить від слів «будує мир», той хто сприяє миру.
Варіанти імені:
- Чоловічі версії: Budimir, Bodomér, Będzimir, Будомир.
- Жіночий варіант: Будимира.

У християнському календарі балканських народів ім'я Будимир відповідає імені Григорій (Gregor) з огляду на його семантичну спорідненість, святкується 3 вересня.